# Jacob Armen
Jacob Armen (Glendale, 22 febbraio 1982) è un batterista e percussionista statunitense.

## Biografia
Si dice che Jacob Armen, nato in California, abbia fatto la sua prima apparizione pubblica all'età di un anno e mezzo. A sei anni suonava già in una jazz-band. Tra il settimo e il decimo anno di età, ha fatto numerose apparizioni in TV ed è stato acclamato dai media come un bambino prodigio. Nel 1991, all'età di 10 anni, ha vinto la 1ª edizione di Bravo Bravissimo, programma televisivo condotto da Mike Bongiorno. Nel 1995 ha inciso l'album Drum Fever su NPG Records, al quale Prince non ha partecipato malgrado l'album fosse pubblicato dall'etichetta fondata dal cantautore stesso. Il secondo album di Armen, Breakthrough, è stato pubblicato dalla sua etichetta di proprietà, la JAAB Records. Nel 2017 Armen ha fatto uscire il suo terzo album, When Drums Conduct, che comprendeva musicisti famosi come Daron Malakian, Poncho Sanchez, Victor Wooten, Patrick Moraz, Tina Guo, Djivan Gasparyan, il Lark Choir e la USC Trojan Marching Band.

## Curiosità
- Armen, oltre alla batteria ed altre percussioni (sia membranofoni che idiofoni), suona l'hammered dulcimer che è uno strumento cordofono, sempre a percussione.

## Discografia
- 1995: Drum Fever
- 2011: Breakthrough
- 2017: When Drums Conduct